# Appen musiziert
Appen musiziert war eine ehrenamtliche Benefizveranstaltung in Deutschland, die 1990 von Rolf Heidenberger gegründet wurde. Die Veranstaltung fand auf dem Sportgelände des TuS Appen statt – in Appen, einer Gemeinde im Kreis Pinneberg in Schleswig-Holstein. Alle Einnahmen wurden für krebskranke und andere schwerstkranke Kinder gespendet. Die vorerst letzte Veranstaltung dieser Art fand zum 25. Jubiläum am 20. September 2015 statt. Dabei wurden sämtliche Besucherzahlen gebrochen, so zog es erstmals mehr als 14.000 zahlende Besucher zu der Wohltätigkeitsveranstaltung und insgesamt ca. 30.000 auf das Veranstaltungsgelände, wo zeitgleich der Weltkindertag stattfand.

## Allgemeines

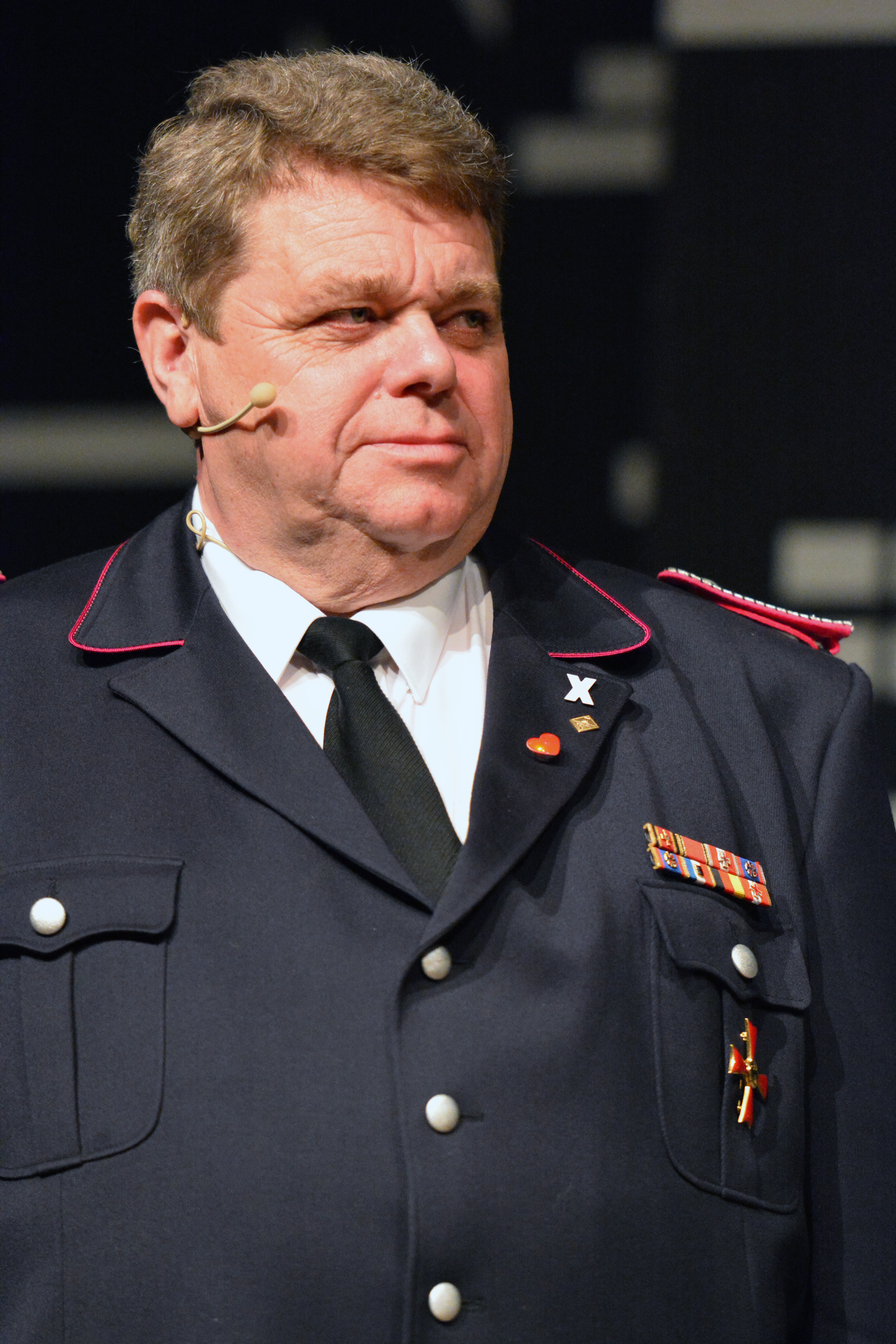
Der Initiator von „Appen musiziert“ Rolf Heidenberger

Der Veranstalter der Benefizveranstaltung „Appen musiziert“ war die Freiwillige Feuerwehr Appen. Alle Einnahmen der Veranstaltung wurden für krebs- und andere schwerstkranke Kinder in Schleswig-Holstein, Mecklenburg-Vorpommern, Hamburg, Nord-Niedersachsen und Nord-Brandenburg gespendet. Die teilnehmenden Künstler sind ehrenamtlich dabei und erhalten somit keine Gage.
Die Hörfunksender NDR, R.SH, AlsterRadio und Radio Nora sendeten Veranstaltungshinweise und übertrugen teils live. Das NDR-Fernsehmagazin „Schleswig-Holstein Magazin“ unterstützte „Appen musiziert“ durch Berichte.

## Geschichte

### Das erste Mal „Appen musiziert“
Im März 1990 hatte Rolf Heidenberger, zu jener Zeit Geschäftsführer des EDEKA-Fleischwerks Nord, aktives Mitglied der Freiwilligen Feuerwehr Appen, langjähriger Vorsitzender des Feuerwehr-Spielmannszugs Appen und Gründer des Appener Frauenchores, die Idee, eine Veranstaltung mit Hobbymusikern aus der Gemeinde Appen zu initiieren. Freiwillige Helfer und Feuerwehrkameraden von Rolf Heidenberger rundeten die Veranstaltung mit Kaffee, Kuchen und Getränken ab. Vorangegangen war die Leukämieerkrankung der Tochter eines Fleischwerk-Mitarbeiters, für die Heidenberger 1991 innerbetrieblich eine Typisierungsaktion durchführen ließ.

### Spendenentwicklung

#### 1990–2001, zu D-Mark-Zeiten
| \| Jahr \| DM \| \| ---- \| ------- \| \| 1990 \| 5.300 \| \| 1991 \| 17.200 \| \| 1992 \| 51.000 \| \| 1993 \| 93.000 \| \| 1995 \| 166.000 \| \| 1997 \| 250.000 \| \| 1999 \| 344.000 \| \| 2001 \| 324.000 \| |         |
| Jahr | DM      |
| 1990 | 5.300   |
| 1991 | 17.200  |
| 1992 | 51.000  |
| 1993 | 93.000  |
| 1995 | 166.000 |
| 1997 | 250.000 |
| 1999 | 344.000 |
| 2001 | 324.000 |

#### Nach 2001, nach Einführung des Euro
| \| Jahr \| Euro \| \| ---- \| ------- \| \| 2003 \| 235.195 \| \| 2005 \| 353.452 \| \| 2006 \| 206.000 \| \| 2007 \| 518.000 \| \| 2008 \| 247.000 \| \| 2009 \| 534.000 \| \| 2011 \| 253.000 \| \| 2012 \| 314.000 \| \| 2013 \| 371.000 \| \| 2014 \| 379.000 \| \| 2015 \| 542.000 \| |         |
| Jahr | Euro    |
| 2003 | 235.195 |
| 2005 | 353.452 |
| 2006 | 206.000 |
| 2007 | 518.000 |
| 2008 | 247.000 |
| 2009 | 534.000 |
| 2011 | 253.000 |
| 2012 | 314.000 |
| 2013 | 371.000 |
| 2014 | 379.000 |
| 2015 | 542.000 |

Außerdem hinterließen zwei unbekannte Spender rund 450.000 €. Insgesamt hat „Appen musiziert“ über 5,5 Millionen Euro für schwerstkranke Kinder eingenommen.

### Künstler, die beiAppen musiziertaufgetreten sind (Auswahl)
Bisher haben folgende Künstler bei Appen musiziert ehrenamtlich teilgenommen:
- Chris Andrews
- G.G. Anderson
- Gaby Baginsky
- Baer
- Markus Beyer
- Dagmar Berghoff
- Big Bopper
- Boney M. feat. Liz Mitchel
- Jo Brauner
- Bernhard Brink
- Jeff Christie
- Tony Christie
- Cindy & Bert
- Bernd Clüver
- Curtis Lee
- Dave Dee
- Drafi Deutscher
- The Equals
- Millane Fernandez
- Geier Sturzflug
- Goombay Dance Band
- Graham Bonney
- Michael Holm
- Anna Heesch
- Wildecker Herzbuben
- Andrea Jürgens
- Heidi Kabel
- Karat
- KellerKaos
- Peter Kent
- Klaus & Klaus
- Carsten Köthe
- Pascal Krieger
- Franz Lambert
- Thorsten Laussch / „Hausmeister Rudi“
- The Lords
- Lou
- Markus
- Marquess
- Mathou
- Middle of the Road
- Mr. President
- Mungo Jerry
- Nicole
- Ohio Express
- Bernie Paul
- Ingrid Peters
- Christian Pipke
- Pussycat
- The Rattles
- Julia Reppenhagen
- Red Baron
- Rocksin
- Chris Roberts & Claudia Roberts
- Mary Roos
- Semino Rossi
- The Rubettes feat. Bill Hurd
- Barry Ryan
- Heike Schäfer
- Schreiber
- Peter Sebastian
- Uwe Seeler
- Die Seer
- Patrick Simons
- Soundstory
- Soulful Dynamics
- Speelwark
- Harald Spörl und Jörg Bode (HSV)
- Sixfold Rejects
- Tommy Steiner
- Carlo von Tiedemann
- TinRock
- The Les Humphries Singers
- The Troggs
- Torfrock
- T-Seven
- Van Wolfen & Ralle
- Joja Wendt
- Gottlieb Wendehals
- Günter Willumeit
- Wind
- Tina York

## Besonderheiten
„Appen musiziert“
- war die größte ehrenamtliche Benefizveranstaltung in Deutschland
- war die größte und erfolgreichste Feuerwehrveranstaltung zu Gunsten krebskranker Kinder in Deutschland
- spendete 100 % der Einnahmen
- hier fand die größte norddeutsche Pflanzentombola, für die Gärtner und Baumschüler aus dem Kreis Pinneberg mit ca. 15.000 Pflanzen- und Baumspenden statt
- hatte mit ca. 400 Kuchen das größte norddeutsche Kuchenbuffet